# Янский чжуанский язык
Янский чжуанский язык (De-Jing Vernacular of the Southern Dialect of the Zhuang Language, Dejing Zhuang, Gen Yang, Jingxi Zhuang, Lang, Nong, Nung Giang, Thu Lao, Tianbao, Tu, Tuhua, Tuliao, Tuzu, Wen-Ma Southern Zhuang, Yangyu, Yangzhou, Zhuangyu Nanbu fangyan Dejing tuyu) — один из разновидностей чжуанского языка, на котором говорят в волостях Баньлунь, Боай, Гуйчао, Дунбо, Синьхуа, Чжэсан уезда Фунин провинции Юньнань, также много чжуанов живут в уездах Дэбао, Напо, Цзиньси Гуанси-Чжуанского автономного района и в округе Хакуанг северной части провинции Каобанг во Вьетнаме.

## Распределение
Варианты с несколькими названиями включают в себя:
- Ян 仰 в Цзинси / Нуншунь 农顺 в Напо
- Фу 府 в Цзинси / Лан 狼 в Дебао / Нунфу 农府 в Напо
- Цзочжоу 佐州 в Цзинси / Чжачжоу 炸州 в Напо

### Уезд Цзиньси
Ниже представлены несколько чжуанских диалектов уезда Цзиньси. Городки с наибольшем числом носителей диалекта также даны. Только «Ян 仰» соответствует янскому чжуанскому.
- Ян 仰[1]: 371 892 носителя; все городки
- Цзун 宗: 75 957 носителей; Аньдэ 安德, Наньпо 南坡乡, Саньхэ 三合, Голэ 果乐乡
- Лунъань 隆安 (Нунъань 侬安): 26 102 носителя; Цуян 渠洋镇, Саньхэ 三合, Бамэн 巴蒙, Дабао 大道, Лунлинь 龙临镇
- Цзочжоу 佐州[2]: 27 011 носителей; Синьсю 新圩, Дабао 大道, Лунлинь 龙临镇, Жунлао 荣劳, Лудун 禄峒
- Жуй/Ей 锐: 11 304 носителей; Куйсю 魁圩乡, Бамэн 巴蒙
- Шэн 省: 14 718 носителей; Куйсю 魁圩乡, Наньпо 南坡乡
- Фу 府: 1146 носителей; Бамэн 巴蒙, Дабао 大道
- Общее количество: 528 130

### Уезд Дэбао
Чжуанские диалекты уезда Дэбао:
- Лан 狼话[3]： 255 000 носителей во всех городках
- Минь 敏话： 17 000 носителей в волости Фупин 扶平, около уезда Напо
- Нунский чжуанский 侬话
  - Нунский чжуанский 侬话 (южный): 17 000 носителей в волости Маай 马隘, волости Ду'ань 都安, и 4 деревни в волости Дунгуань 东关
  - Нунский чжуанский 侬话 (северный — Байсэ): 34 000 носителей в волостях Дунлин 东凌 и Пусю 朴圩
  - Нунский чжуанский 侬话 (северный — Тяньдун): 17 000 носителей в волости Лунсан 隆桑
- Общее количество: 340 000

### Уезд Напо
Янские 央 диалекты уезда Напо:
- Янчжоу 央州: 41 деревня
- Яндун 央垌: 100 деревень
- Янгай 央改: 3 деревни
- Янъу 央伍 (Янняо 央鸟): 24 деревни
- Янтай 央台: 22 деревни
- Янво 央窝
- Янлун 央龙
- Янъинь 央音
- Янцзе 央介
- Яннань 央南

Неянские диалекты и их распределение в уезде Напо:
- Минь 敏话: все городки
- Дун 峒话
- Нун 农话
  - Нуншунь 农顺[4]: волость Лунхэ 龙合
  - Нунфу 农府: волость Чэнсян 城厢
- Бунун 布侬[5]: волость Байду 百都, волость Байшэн 百省
- Жуй/Ей 锐: волость Лунхэ 龙合
- Ао 嗷: волость Чэнсян 城厢
- Шэн 省: волость Пинмэн 平孟
- Цзюэ 决: волость Чэнсян 城厢
- Юн 拥
- Лунъань 隆安: волость Лунхэ 龙合, волость Байду 百都, волость Чэнсян 城厢
- Чжачжоу 炸州[6]: волость Лунхэ 龙合